# Joe Allen (regatista)
Joe Allen es un deportista neozelandés que compitió en vela en la clase 470. Ganó una medalla de plata en el Campeonato Mundial de 470 de 1984.

## Palmarés internacional
| Campeonato Mundial | Campeonato Mundial       | Campeonato Mundial | Campeonato Mundial |
| Año                | Lugar                    | Medalla            | Clase              |
| ------------------ | ------------------------ | ------------------ | ------------------ |
| 1984               | Auckland (Nueva Zelanda) | Medalla de plata   | 470                |